# Линдзи Рибар
Линдзи Рибар (на английски: Lindsay Ribar) е американска писателка на произведения бестселъри в жанра драма, фентъзи и паранормален любовен роман.

## Биография и творчество
Линдзи Рибар е родена на 15 май 1982 г. в Ървайн, Калифорния, САЩ. Израства в Ню Джърси. След гимназията следва в Нюйоркския университет и получава бакалавърска степен по драма и английска филология. Учи в издателския курс на Колумбийския университет. След дипломирането си, от 2007 г. започва работа в книгоиздаването като асоцииран агент в издателство „Greenburger Associates“ работейки предимно с автори на научна фантастика и фентъзи. По-късно работи като менисжър в издателство „DAW Books“. Едновременно с работата си започва да пише разкази и романи.
Първият ѝ роман „The Art of Wishing“ (Изкуството на желанието) от едноименната поредица е издаден през 2013 г. Студентката Марго Маккена попада на магически пръстен на джин, който ще ѝ изпълни три желания. Но джинът не е свръхестествено същество, а младият и красив Оливър, който също бяга от търсещия да го убие мистериозен герой. Те се сближават, а нейните желания биха могли да му помогнат да се спаси.
През 2016 г. е издаден романът ѝ „Камъните падат, всички умират“. Градчето Три Пийкс е сгушено в подножието на отромна скала, а семейство Куик владеят особена дарба и трабва да изпълняват редовно ритуала на триадата, за да не се тя. Аспън Куик прекарва лятото при баба си, придружаван с приятелите си Тео и Бранди. А съчетанието между магия и чувства водят до неочаквани последствия. Романът става бестселър и я прави известна.
Линдзи Рибар живее в Манхатън.

## Произведения

### Самостоятелни романи
- Rocks Fall, Everyone Dies (2016)
Камъните падат, всички умират, изд.: „Orange Books“, София (2017), прев. Гергана Минкова
- The Pros of Cons (2018) – с Алисън Чери и Мишел Шустерман

### Серия „Изкуството на желанието“ (Art of Wishing)
1. The Art of Wishing (2013)
2. The Fourth Wish (2014)